# Lijst van gemeenten in het departement Puy-de-Dôme
Hieronder volgt een lijst van de 470 gemeenten (communes) in het Franse departement Puy-de-Dôme (departement 63).

## A
Aigueperse
- Aix-la-Fayette
- Ambert
- Les Ancizes-Comps
- Antoingt
- Anzat-le-Luguet
- Apchat
- Arconsat
- Ardes
- Arlanc
- Ars-les-Favets
- Artonne
- Aubiat
- Aubière
- Aubusson-d'Auvergne
- Augerolles
- Augnat
- Aulhat-Saint-Privat
- Aulnat
- Aurières
- Authezat
- Auzat-la-Combelle
- Auzelles
- Avèze
- Ayat-sur-Sioule
- Aydat

## B
Baffie
- Bagnols
- Bansat
- Bas-et-Lezat
- Beaulieu
- Beaumont
- Beaumont-lès-Randan
- Beauregard-l'Évêque
- Beauregard-Vendon
- Bergonne
- Bertignat
- Besse-et-Saint-Anastaise
- Beurières
- Billom
- Biollet
- Blanzat
- Blot-l'Église
- Bongheat
- Bort-l'Étang
- Boudes
- La Bourboule
- Bourg-Lastic
- Bouzel
- Brassac-les-Mines
- Brenat
- Le Breuil-sur-Couze
- Briffons
- Le Broc
- Bromont-Lamothe
- Brousse
- Le Brugeron
- Bulhon
- Busséol
- Bussières
- Bussières-et-Pruns
- Buxières-sous-Montaigut

## C
Cébazat
- La Celle
- Ceilloux
- Celles-sur-Durolle
- La Cellette
- Cellule
- Le Cendre
- Ceyrat
- Ceyssat
- Chabreloche
- Chadeleuf
- Chalus
- Chamalières
- Chambon-sur-Dolore
- Chambon-sur-Lac
- Chaméane
- Champagnat-le-Jeune
- Champeix
- Champétières
- Champs
- Chanat-la-Mouteyre
- Chanonat
- Chapdes-Beaufort
- La Chapelle-Agnon
- La Chapelle-Marcousse
- La Chapelle-sur-Usson
- Chappes
- Chaptuzat
- Charbonnier-les-Mines
- Charbonnières-les-Varennes
- Charbonnières-les-Vieilles
- Charensat
- Charnat
- Chas
- Chassagne
- Chastreix
- Châteaugay
- Châteauneuf-les-Bains
- Château-sur-Cher
- Châteldon
- Châtel-Guyon
- La Chaulme
- Chaumont-le-Bourg
- Chauriat
- Chavaroux
- Le Cheix
- Chidrac
- Cisternes-la-Forêt
- Clémensat
- Clerlande
- Clermont-Ferrand
- Collanges
- Combrailles
- Combronde
- Compains
- Condat-en-Combraille
- Condat-lès-Montboissier
- Corent
- Coudes
- Courgoul
- Cournols
- Cournon-d'Auvergne
- Courpière
- Le Crest
- Creste
- Crevant-Laveine
- Cros
- La Crouzille
- Culhat
- Cunlhat

## D
Dallet
- Dauzat-sur-Vodable
- Davayat
- Domaize
- Doranges
- Dorat
- Dore-l'Église
- Durmignat
- Durtol

## E
Échandelys
- Effiat
- Égliseneuve-d'Entraigues
- Égliseneuve-des-Liards
- Égliseneuve-près-Billom
- Églisolles
- Ennezat
- Entraigues
- Enval
- Escoutoux
- Espinasse
- Espinchal
- Espirat
- Estandeuil
- Esteil

## F
Fayet-le-Château
- Fayet-Ronaye
- Fernoël
- Flat
- La Forie
- Fournols

## G
Gelles
- Gerzat
- Giat
- Gignat
- Gimeaux
- Glaine-Montaigut
- La Godivelle
- La Goutelle
- Gouttières
- Grandeyrolles
- Grandrif
- Grandval

## H
Herment
- Heume-l'Église

## I
Isserteaux
- Issoire

## J
Job
- Joze
- Jozerand
- Jumeaux

## L
Labessette
- Lachaux
- Lamontgie
- Landogne
- Lapeyrouse
- Laps
- Laqueuille
- Larodde
- Lastic
- La Tour-d'Auvergne
- Lempdes
- Lempty
- Lezoux
- Limons
- Lisseuil
- Loubeyrat
- Ludesse
- Lussat
- Luzillat

## M
Madriat
- Malauzat
- Malintrat
- Manglieu
- Manzat
- Marat
- Marcillat
- Mareugheol
- Maringues
- Marsac-en-Livradois
- Marsat
- Les Martres-d'Artière
- Les Martres-de-Veyre
- Martres-sur-Morge
- Mauzun
- Mayres
- Mazaye
- Mazoires
- Medeyrolles
- Meilhaud
- Menat
- Ménétrol
- Messeix
- Mezel
- Mirefleurs
- Miremont
- Moissat
- Le Monestier
- La Monnerie-le-Montel
- Mons
- Montaigut
- Montaigut-le-Blanc
- Montcel
- Mont-Dore
- Montel-de-Gelat
- Montfermy
- Montmorin
- Montpensier
- Montpeyroux
- Moriat
- Moureuille
- La Moutade
- Mozac
- Murat-le-Quaire
- Murol

## N
Nébouzat
- Néronde-sur-Dore
- Neschers
- Neuf-Église
- Neuville
- Noalhat
- Nohanent
- Nonette
- Novacelles

## O
Olby
- Olliergues
- Olloix
- Olmet
- Orbeil
- Orcet
- Orcines
- Orcival
- Orléat
- Orsonnette

## P
Palladuc
- Pardines
- Parent
- Parentignat
- Paslières
- Pérignat-lès-Sarliève
- Pérignat-sur-Allier
- Perpezat
- Perrier
- Peschadoires
- Peslières
- Pessat-Villeneuve
- Picherande
- Pignols
- Pionsat
- Plauzat
- Pontaumur
- Pont-du-Château
- Pontgibaud
- Pouzol
- Les Pradeaux
- Prompsat
- Prondines
- Pulvérières
- Puy-Guillaume
- Puy-Saint-Gulmier

## Q
Le Quartier
- Queuille

## R
Randan
- Ravel
- Reignat
- La Renaudie
- Rentières
- Riom
- Ris
- La Roche-Blanche
- Roche-Charles-la-Mayrand
- Roche-d'Agoux
- Rochefort-Montagne
- La Roche-Noire
- Romagnat
- Royat

## S
Saillant
- Sainte-Agathe
- Saint-Agoulin
- Saint-Alyre-d'Arlanc
- Saint-Alyre-ès-Montagne
- Saint-Amant-Roche-Savine
- Saint-Amant-Tallende
- Saint-André-le-Coq
- Saint-Angel
- Saint-Anthème
- Saint-Avit
- Saint-Babel
- Saint-Beauzire
- Saint-Bonnet-le-Bourg
- Saint-Bonnet-le-Chastel
- Saint-Bonnet-lès-Allier
- Saint-Bonnet-près-Orcival
- Saint-Bonnet-près-Riom
- Sainte-Catherine
- Sainte-Christine
- Saint-Cirgues-sur-Couze
- Saint-Clément-de-Valorgue
- Saint-Clément-de-Régnat
- Saint-Denis-Combarnazat
- Saint-Dier-d'Auvergne
- Saint-Diéry
- Saint-Donat
- Saint-Éloy-la-Glacière
- Saint-Éloy-les-Mines
- Saint-Étienne-des-Champs
- Saint-Étienne-sur-Usson
- Saint-Ferréol-des-Côtes
- Saint-Floret
- Saint-Flour
- Saint-Gal-sur-Sioule
- Saint-Genès-Champanelle
- Saint-Genès-Champespe
- Saint-Genès-du-Retz
- Saint-Genès-la-Tourette
- Saint-Georges-de-Mons
- Saint-Georges-sur-Allier
- Saint-Germain-près-Herment
- Saint-Germain-Lembron
- Saint-Germain-l'Herm
- Saint-Gervais-d'Auvergne
- Saint-Gervais-sous-Meymont
- Saint-Gervazy
- Saint-Hérent
- Saint-Hilaire-la-Croix
- Saint-Hilaire-les-Monges
- Saint-Hilaire
- Saint-Ignat
- Saint-Jacques-d'Ambur
- Saint-Jean-d'Heurs
- Saint-Jean-des-Ollières
- Saint-Jean-en-Val
- Saint-Jean-Saint-Gervais
- Saint-Julien-de-Coppel
- Saint-Julien-la-Geneste
- Saint-Julien-Puy-Lavèze
- Saint-Just
- Saint-Laure
- Saint-Maigner
- Saint-Martin-des-Olmes
- Saint-Martin-des-Plains
- Saint-Martin-d'Ollières
- Saint-Maurice-près-Pionsat
- Saint-Maurice
- Saint-Myon
- Saint-Nectaire
- Saint-Ours
- Saint-Pardoux
- Saint-Pierre-Colamine
- Saint-Pierre-la-Bourlhonne
- Saint-Pierre-le-Chastel
- Saint-Pierre-Roche
- Saint-Priest-Bramefant
- Saint-Priest-des-Champs
- Saint-Quentin-sur-Sauxillanges
- Saint-Quintin-sur-Sioule
- Saint-Rémy-de-Blot
- Saint-Rémy-de-Chargnat
- Saint-Rémy-sur-Durolle
- Saint-Romain
- Saint-Sandoux
- Saint-Saturnin
- Saint-Sauves-d'Auvergne
- Saint-Sauveur-la-Sagne
- Saint-Sulpice
- Saint-Sylvestre-Pragoulin
- Saint-Victor-la-Rivière
- Saint-Victor-Montvianeix
- Saint-Vincent
- Saint-Yvoine
- Sallèdes
- Sardon
- Saulzet-le-Froid
- Sauret-Besserve
- Saurier
- Sauvagnat
- Sauvagnat-Sainte-Marthe
- Sauvessanges
- La Sauvetat
- Sauviat
- Sauxillanges
- Savennes
- Sayat
- Sermentizon
- Servant
- Seychalles
- Singles
- Solignat
- Sugères
- Surat

## T
Tallende
- Tauves
- Teilhède
- Teilhet
- Ternant-les-Eaux
- Thiers
- Thiolières
- Thuret
- Tortebesse
- La Tour-d'Auvergne
- Tourzel-Ronzières
- Tralaigues
- Trémouille-Saint-Loup
- Trézioux

## U
Usson

## V
Valbeleix
- Valcivières
- Valz-sous-Châteauneuf
- Varennes-sur-Morge
- Varennes-sur-Usson
- Vassel
- Vensat
- Vergheas
- Vernet-la-Varenne
- Le Vernet-Sainte-Marguerite
- Verneugheol
- Vernines
- Verrières
- Vertaizon
- Vertolaye
- Veyre-Monton
- Vichel
- Vic-le-Comte
- Villeneuve
- Villeneuve-les-Cerfs
- Villosanges
- Vinzelles
- Virlet
- Viscomtat
- Vitrac
- Viverols
- Vodable
- Voingt
- Vollore-Montagne
- Vollore-Ville
- Volvic

## Y
Youx
- Yronde-et-Buron
- Yssac-la-Tourette